# Општина Читлук
Општина Читлук се налази у Херцеговини, а броји око 15.000 становника и једна је од ретких општина у Босни и Херцеговини која по броју становништва задржава предратно стање. Сједиште општине је у насељу Читлук.

## Становништво
По посљедњем службеном попису становништва из 1991. године, Општина Читлук је имала 15.083 становника, распоређених у 21 насељеном мјесту.
|             | 2013.           | 1991.           | 1981.           | 1971.           | 1961.           |
| Укупно      | 18 140 (100,0%) | 15 083 (100,0%) | 14 101 (100,0%) | 15 359 (100,0%) | 14 278 (100,0%) |
| Хрвати      | 17 900 (98,68%) | 14 823 (98,28%) | 13 799 (97,86%) | 15 055 (98,02%) | 13 899 (97,35%) |
| Непознато   | 86 (0,474%)     | –               | –               | –               | –               |
| Остали      | 51 (0,281%)     | 113 (0,749%)    | 44 (0,312%)     | 48 (0,313%)     | 10 (0,070%)     |
| Албанци     | 30 (0,165%)     | –               | 2 (0,014%)      | –               | 1 (0,007%)      |
| Бошњаци     | 29 (0,160%)     | 111 (0,736%)1   | 125 (0,886%)1   | 183 (1,191%)1   | 231 (1,618%)1   |
| Неизјашњени | 21 (0,116%)     | –               | –               | –               | –               |
| Срби        | 18 (0,099%)     | 19 (0,126%)     | 15 (0,106%)     | 64 (0,417%)     | 104 (0,728%)    |
| Македонци   | 2 (0,011%)      | –               | 1 (0,007%)      | –               | –               |
| Црногорци   | 1 (0,006%)      | –               | 8 (0,057%)      | 9 (0,059%)      | 5 (0,035%)      |
| Словенци    | 1 (0,006%)      | –               | 1 (0,007%)      | –               | 1 (0,007%)      |
| Украјинци   | 1 (0,006%)      | –               | –               | –               | –               |
| Југословени | –               | 17 (0,113%)     | 106 (0,752%)    | –               | 27 (0,189%)     |

1. 1 На пописима од 1971. до 1991. Бошњаци су пописивани углавном као Муслимани.

## Насељена мјеста
Бијаковићи, Билетићи, Блатница, Близанци, Чалићи, Черин, Читлук, Добро Село, Драгићина, Граднићи, Хамзићи, Крехин Градац, Крућевићи, Мали Ограђеник, Међугорје, Паоча, Потпоље, Сретнице, Служањ, Тепчићи, Велики Ограђеник и Вионица
Послије потписивања Дејтонског споразума, општина Читлук у цјелини, ушла је у састав Федерације БиХ.

## Туризам
Неколико километара јужно од града налази се село Међугорје са католичким светилиштем у које долазе многи верници.